# Torre da Tartaruga

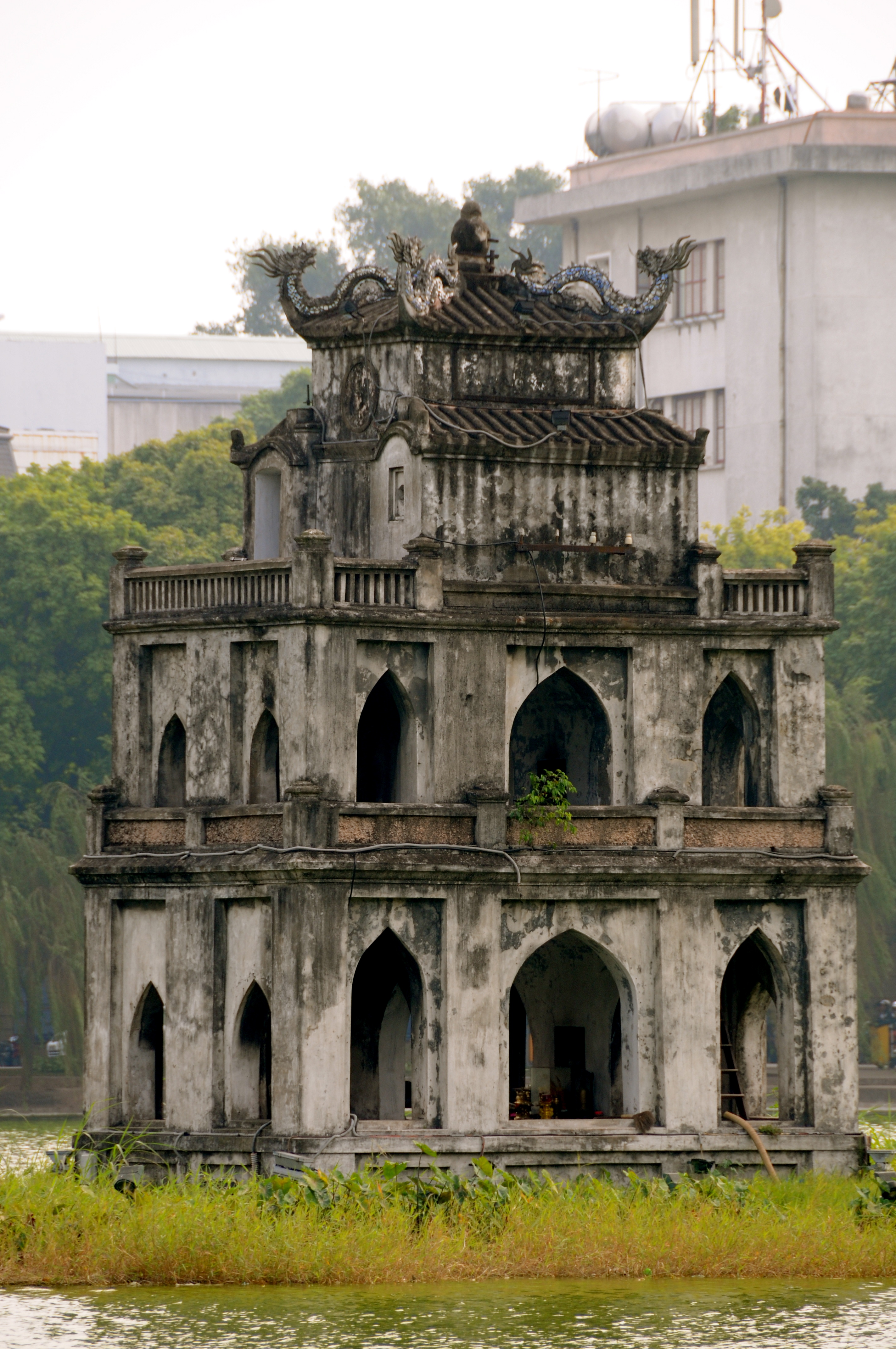
A Torre da Tartaruga

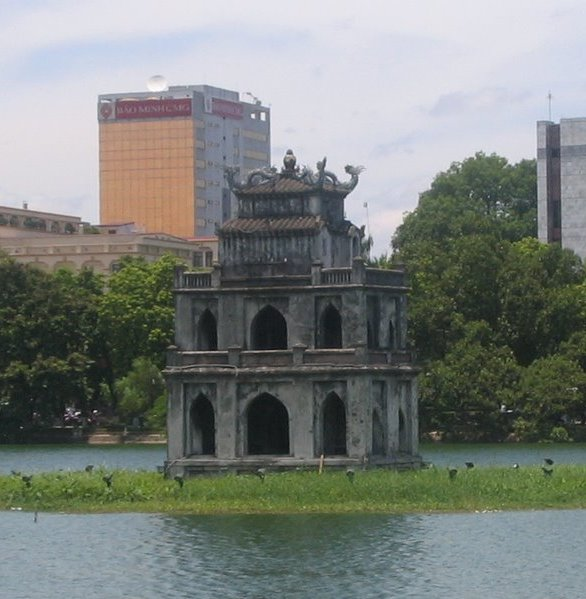
A torre fica numa ilha no meio do lago

A Torre da Tartaruga (Tháp Rùa, em vietnamita), é uma pequena torre localizada no meio do lago Hoàn Kiếm, em Hanói, no Vietnã.